# Bernard Ceysson
Bernard Ceysson (né à Saint-Étienne en 1939) est, notamment en France, un acteur important de l'art contemporain depuis la fin des années 1960, historien, conservateur de musée, commissaire d'exposition, il fut aussi directeur des musées de Saint-Étienne et du musée national d'Art moderne.
Auteur et coauteur d'ouvrages sur l'art et les artistes, Bernard Ceysson est aujourd'hui galeriste.

## Biographie
Bernard Ceysson, né à Saint-Étienne, fait ses études dans cette même ville et à Lyon.
C'est dans sa ville de naissance, en août 1967, qu'il prend la direction du musée d'Art et d'Industrie, après le départ de Maurice Allemand qui a déjà mis en place « les bases de la collection moderne du musée ». Bernard Ceysson va poursuivre et amplifier ce mouvement en réorganisant les collections et en initiant une politique d'animation et d'acquisition résolument orientée vers l'art moderne et contemporain qui permettra l'acquisition d'œuvres de : « Picabia, Schwitters, Alexandra Exter, Magnelli, Hélion… ; Dubuffet, Fautrier, Soulages, Bram van Velde… ; Klein, Warhol, Dine, Stella, Judd, LeWitt, Viallat et les artistes français du groupe Support-Surface… ». En 1973-74 il est le commissaire de l'exposition « Nouvelle Peinture en France : pratiques/théorie » qui consacre l'expérience du groupe Supports/Surfaces au moment de sa dissolution.
Au début des années 1980, il est l'un des principaux acteurs du projet pour un nouveau musée consacré à la mise en valeur d'une collection de plus en plus à l'étroit. Néanmoins il va accepter de prendre la direction du musée national d'Art moderne au centre Georges Pompidou à Paris, mais il n'y fera qu'un bref passage d'un an de septembre 1986 à octobre 1987. Durant cet intervalle parisien, il est, entre autres, l'auteur de la préface du catalogue « Vincent Corpet, Marc Desgrandchamps, Pierre Moignard » sur l'exposition présentée par deux jeunes conservateurs Fabrice Hergott et Anne Baldassari, dans les galeries contemporaines du musée.
Il retourne à Saint-Étienne prendre la direction des musées de la ville et juste à temps pour l'inauguration et l'ouverture au public (10 décembre 1987) du nouveau musée d'Art moderne et contemporain.

## Distinctions
- Chevalier de la Légion d'honneur
- Croix de la Valeur militaire avec étoile d'argent
- Commandeur de l'ordre des Arts et des Lettres[9]
- Commandeur de l'ordre de Mérite du grand-duché de Luxembourg
- Chevalier de l'ordre de la Couronne de chêne du grand-duché de Luxembourg

## Publications

### Catalogues
- Aspects de la figuration depuis la guerre, préface par Maurice Allemand, éd. musée d'art et d'industrie, 1968, 72 p.
- Après le Classicisme, avant-propos de Georges Michard et Bernard Ceysson, textes de Jacques Beauffet, Didier Semin et Anne Dary-Bossut, musée d’art et d’industrie, Saint-Étienne, 1981
- « Bioulès ou le réalisme abstrait », dans Vincent Bioulès, Jalons, 40 ans de peinture, CRAC Alsace, Altkirch, 1999

### Articles
- « Support-Surface, la nécessité de la peinture », par Bernard Ceysson et Catherine Millet, interview, Art Press, no 132, janvier 1989

### Ouvrages
- Soulages, Flammarion, 1979, nouv. éd. rev., 1er novembre 1998  (ISBN 978-2080101532)
- L'Art du XXe siècle : la collection d'art moderne de Saint-Étienne, dir. d'ouvrage, Réunion des musées nationaux, 3 novembre 2000  (ISBN 978-2711834419), 212 p.
- Gérard Fromanger : Rétrospective 1962-2005, Somogy, (fr) et (en), 7 avril 2005  (ISBN 978-2850568466), 160 p.

### Presse
- Philippe Piguet, « Bernard Ceysson, du musée d'Art moderne de Saint-Étienne à la galerie IAC », dans L'Œil, no 578, mars 2006, texte intégral (consulté le 8 juin 2010)
- « Bernard Ceysson », La Fabrique des idées, 2 septembre 2006, lire en ligne (consulté le 8 juin 2010)
- « Entretien avec Bernard Ceysson », Architecture & Bâtiment, article intégral (consulté le 8 juin 2010)
- * Harry Bellet, « Bernard Ceysson, du musée au marché, pour "oublier que la carrosserie vieillit" », Le Monde, 29 juillet 2011, article intégral